# روبرت تاوب
روبرت تاوب (بالألمانية: Robert Taube)‏ (و. 1880 – 1964 م) هو ممثل مسرحي، وممثل أفلام ألماني، ولد في ريغا، توفي في برلين، عن عمر يناهز 84 عاماً.

## وصلات خارجية
- روبرت تاوب على موقع IMDb (الإنجليزية)
- روبرت تاوب على موقع قاعدة بيانات الفيلم (الإنجليزية)

- روبرت تاوب في قاعدة بيانات الأفلام على الإنترنت